# 巴南 (杜省)
巴南（法語：Bannans，法語發音：[banɑ̃]）是法国杜省的一个市镇，属于蓬塔利耶区。

## 地理
巴南（46°53'12"N, 6°14'22"E）面积11.56 平方千米，位于法国勃艮第-弗朗什-孔泰大區杜省，该省份为法国东部内陆省份，北起上索恩省，西接汝拉省，东部及东南部与瑞士接壤，东北部与贝尔福地区省接壤。
与巴南接壤的市镇（或旧市镇、城区）包括：沙佩勒迪安、拉里维耶尔德吕容、圣科隆布、沙富瓦。

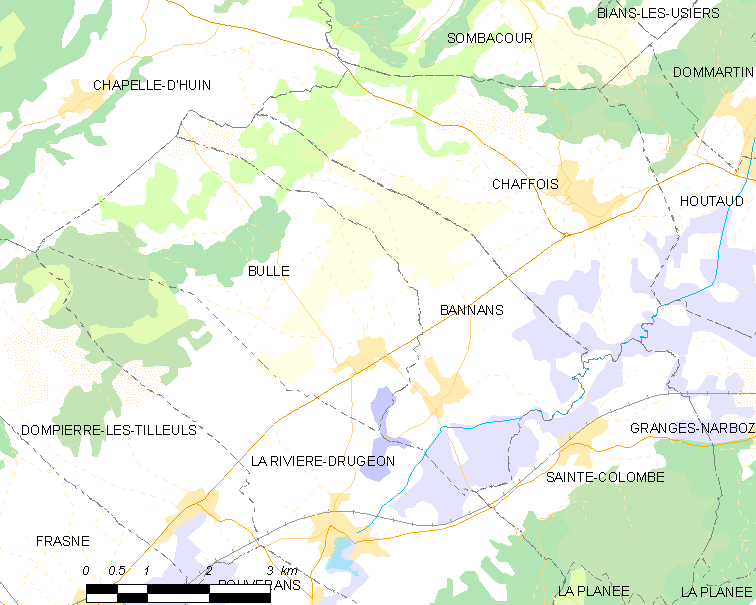
的OSM定位图

巴南的时区为UTC+01:00、UTC+02:00（夏令时）。

## 行政
巴南的邮政编码为25560，INSEE市镇编码为25041。

## 政治
巴南所属的省级选区为弗拉讷县。

## 人口

1962-2008年间人口变化图示

巴南于2022年1月1日时的人口数量为378人。